# 悲劇の皇后 ラストエンプレス
『悲劇の皇后 ラストエンプレス』（ひげきのこうごう ラストエンプレス、原題：末代皇后）は、中国最後の皇帝愛新覚羅溥儀の妻婉容を描いた1986年の中国・香港合作映画である。日本では劇場未公開でビデオ発売された。

## 内容
オープニングは1922年の溥儀と婉容の婚礼から始まるが、物語は1931年の天津における第二皇妃文繡の離婚訴訟、満州国建国、「祥貴人」譚玉齢の冊立とその早い死、その葬儀の最中に新しい側室として15歳の少女（後の「福貴人」李玉琴）が連れてこられるまでを描く。一連の出来事の中で、婉容は溥儀の愛情を受けられず、侍従と密通して妊娠するが、子供が死産だったことから精神が崩壊していく。

## キャスト
- 婉容…潘虹
- 溥儀…姜文
- 文繡…朱茵
- 譚玉齢…傅芸偉
- 李越亭（侍従武官）…劉威
- 李長安（宦官）…正華
- 潤良（婉容の兄）…王志華
- 文姍（文繡の妹）…馬盛君
- 鄭孝胥…張沂
- 胡嗣瑗…劉建平
- 厳桐江…王龍江
- 后藤文…朱芸丹
- 霍福泰…孟慶林
- 李洪岳（弁護士）…劉鑫
- 張紹増（弁護士）…張英傑
- 劉媽（侍女）…李瑛
- 春英（侍女）…常玉芳
- 張景恵…顔彼得
- 吉岡安直…姜常華
- 松本三郎…馬連驥
- 植田謙吉…李長禄
- 工藤忠…王充